# Григорович Кость
Ко́сть Григоро́вич (нар. 21 березня 1899, Славгород — пом.після 1936) — український військовий та громадський діяч, повстанець, помічник командира бронепотяга «Кармелюк», командир бронепотяга «Запорожець», секретар голови Ради Міністрів уряду УНР в екзилі; поручник артилерії Армії УНР.
Нагороджений Хрестом Симона Петлюри.

## Життєпис
У «Описі життя» зазначав:
| “У 1916 році закінчив комерційну школу в Слов’янську на Харківщині. У 1917 році вступив до Київського комерційного інституту. У 1918 році втік від воєнтрибуналу і вступив до Олександрівського повстанчого загону, який нищив большевиків до приходу німців. За гетьмана вчився в інституті. Під час взяття Києва Директорією інститут не працював. Під час відвороту Директорії з Київа вступив до 2-ї Залізничної батареї. Влітку 1919 року поранений в голову під м. Троянів, а восени 1919 року в бою з денікінцями під с. Юлінці на Липовеччині тяжко поранений в груди. В останній час перебував на посаді командира бронепоїзда “Запорожець” в ранзі поручника артилерії. Після переходу через Збруч дістав безтермінову відпустку і вступив до Уряду в Мін. Нар. Госп. На початку 1922 року переведений до Особистої канцелярії Голови Ради Міністрів на посаду секретаря Голови РМ. У березні 1922 року за власним бажанням звільнився за штат”. |
Учасник 3-го звичайного з'їзду ЦЕСУС у Празі (30 травня 1925).